# Città lineare

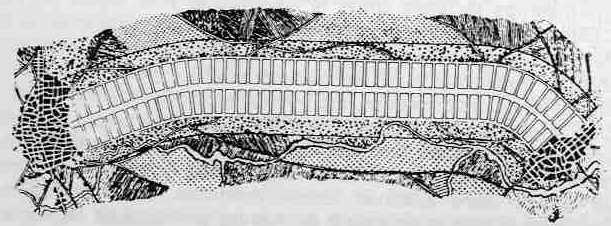
Progetto della città lineare di Arturo Soria y Mata

La città lineare, in urbanistica, è una città sviluppata lungo un asse di indefinita lunghezza, normalmente costituito da un'arteria di trasporto come una ferrovia. Il concetto di "città lineare" fu concepito dall'ingegnere spagnolo Arturo Soria y Mata (1844-1920).

## La città lineare di Soria

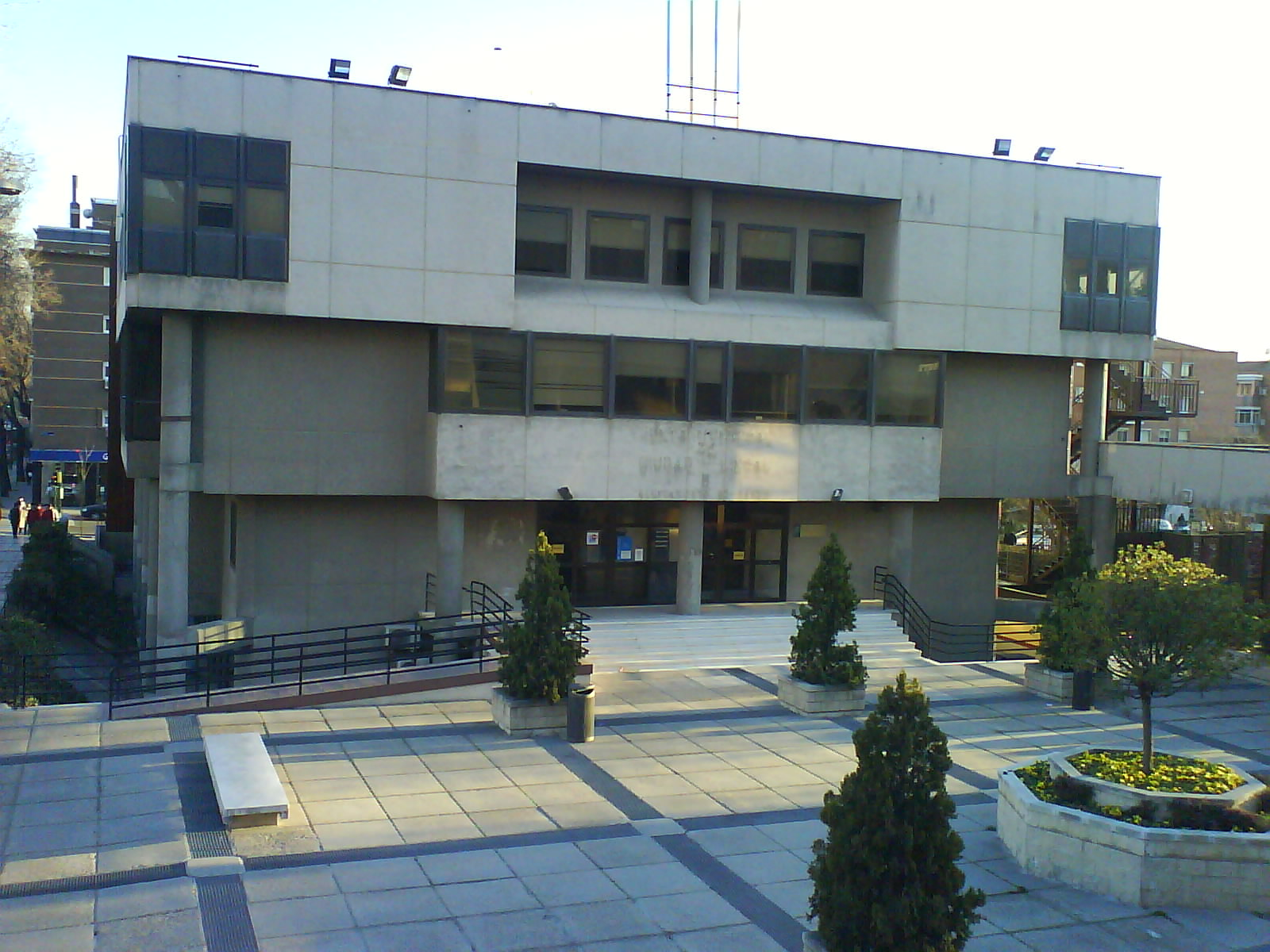
La sede del Municipio del distretto di "Ciudad Lineal" (calle Hnos. García Noblejas), costruito sull'idea della città lineare dall'ingegnere A. Soria

Arturo Soria era convinto che i problemi delle grandi città contemporanee derivassero dal congestionamento della circolazione, e che quest'ultimo fosse dovuto alla tradizionale struttura urbanistica che prevedeva uno sviluppo concentrico intorno ad un nucleo. Arrivando alla conclusione che la città migliore è quella in cui si perde meno tempo per gli spostamenti, propose quella che ritenne essere una soluzione radicale al problema: la ciudad lineal ("città lineare", in spagnolo), un insediamento di larghezza definita costruito su un asse centrale la cui lunghezza può essere potenzialmente illimitata.
La sua proposta di ciudad lineal fu pubblicata dal giornale madrileno El Progreso nel 1882: Soria prevedeva un viale centrale largo 40 metri, alberato e diviso in due corsie da una ferrovia elettrica centrale.
Da questo asse avrebbero dovuto dipartire le traverse lunghe circa 200 metri e larghe 20. La città lineare di Soria è prevalentemente una città di case isolate in cui gli edifici possono coprire solo un quinto della superficie di ogni lotto.

## La Ciudad Lineal a Madrid
Nell'ultimo decennio del XIX secolo Arturo Soria creò la Compañía Madrileña de Urbanización, una impresa privata che acquistò terreni a est di Madrid per realizzare un quartiere sul modello della ciudad lineal. Nel 1890 iniziò la costruzione della ferrovia sull'asse principale della città.
Soria credeva che l'iniziativa avrebbe dovuto restare ai privati senza alcun controllo pubblico, questo però impedì il ricorso agli espropri creando difficoltà nell'avanzamento del progetto, che venne realizzato per circa un quarto dell'estensione prevista. Inoltre l'omogeneità progettuale del progetto originario venne persa in quanto l'edificazione dei lotti venne lasciata all'iniziativa privata.
Successivamente la città di Soria venne inglobata nella periferia di Madrid diventando l'attuale distretto di Ciudad Lineal, perdendo così la funzionalità originaria del progetto. Il suo asse principale è diventato Calle de Arturo Soria (lungo 6 km, la parte a nord) e calle Hnos. García Noblejas (la parte a Sud).

## Stalingrado

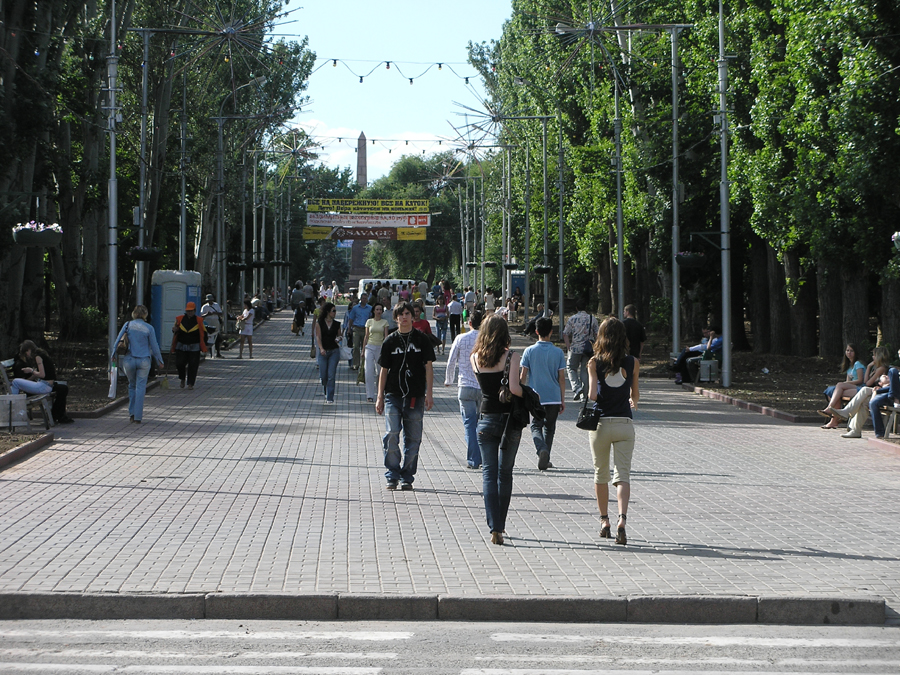
La "Via degli eroi" a Volgograd, viale pedonale che costeggia il fiume Volga

Il piano urbanistico per la ricostruzione di Stalingrado (ora Volgograd) venne sviluppato nel periodo sovietico sulla base del concetto di città lineare di Arturo Soria. Caricyn, un antico nucleo risalente al 1589, venne ribattezzata Stalingrado nel 1925. Pesantemente danneggiata durante la seconda guerra mondiale, nel 1945 fu ricostruita sulla base di un progetto urbanistico che prevedeva sei fasce parallele con differente destinazione: il fiume che costituisce la prima fascia, i parchi, le residenze, la fascia destinata alla circolazione stradale, una zona verde e la ferrovia. La nuova città lineare, ribattezzata Volgograd (in cirillico Волгоград, "Città del Volga" in russo) nel 1961 in ossequio al programma di "destalinizzazione" voluto da Nikita Chruščëv, si estende tuttora per 65 chilometri lungo la riva destra del fiume.

## Le Corbusier
Negli anni trenta del Novecento l'architetto Charles-Édouard Jeanneret-Gris, noto come Le Corbusier, propose un progetto urbanistico per Algeri che prevedeva una città lineare sviluppata per chilometri su un'arteria autostradale, ma il progetto fu rifiutato dalle autorità.

## The Line
All’interno del progetto saudita Neom è prevista la città lineare The Line.